# うちのママ姉ちゃん
『うちのママ姉ちゃん』（うちのママねえちゃん）は、1963年1月5日から同年9月28日まで読売テレビ制作・日本テレビ系列で放送されたテレビドラマ。全39回。大塚製薬の一社提供。放送時間は毎週土曜19:00 - 19:30（JST）。

## 概要
母なきあと、一家の母親代わりとして活躍、弟や妹からママ姉ちゃんと慕われる渋谷家の長女ミエコを中心に、個人タクシーの運転手でガンコおやじの直吉、秀才だが気の弱い甚六型の長男の太郎、ドライなおてんば娘の二女ユキ、いたずら盛りのふたご次郎・三郎一家と、直吉のタクシーの初乗り客で、なぜかそのまま家に居付いてしまった下宿人の藤山寛右衛門、直吉の親友でお人好しの伴順造、口やかましいおばのみねが繰り広げるホームドラマ。『頓馬天狗』・『琴姫七変化』と時代劇路線が続いたこの枠では、初の現代劇で、松竹新喜劇所属の渋谷天外・藤山寛美と中村メイコを絡ませた異色作。

## 出演者
- 渋谷直吉（父、個人タクシー運営）：渋谷天外
- 渋谷ミエコ（長女）：中村メイコ
- 藤山寛右衛門（下宿人）：藤山寛美
- 伴順造（直吉の親友）：伴淳三郎
- ユキ（二女）：茅島成美
- みね（おば）：万代富子[1]

## その他
- 本作終了後、この枠では再び時代劇が継続（1965年放送の戦記ドラマ『若いいのち』は除く）、次に現代劇が放送されるのは、19年3ヶ月後の1983年1月に開始した『魔拳!カンフーチェン』からである。